# Мухнём на Луну
«Мухнём на Луну» (англ. Fly Me to the Moon) — бельгийский мультипликационный фильм 2008 года. Издан в двух версиях: обычной и стереоскопической.

## Сюжет
Это мультипликационный фильм, рассказывающий о том, как 3 мушонка (Nat, I.Q., Scooter) полетели на Луну вместе с американскими астронавтами. В полёте им предстояло преодолеть множество трудностей. Они ничего не сказали другим мухам. О полёте знали только дедушка и личинки. Мухи-матери узнают о задумке в последний момент и летят на космодром для наблюдения. Оказывается, что колорадские жуки задумали помешать возвращению космического аппарата домой, и все мухи (в том числе советские) отправляются на борьбу с ними.